# 清和高原天文台

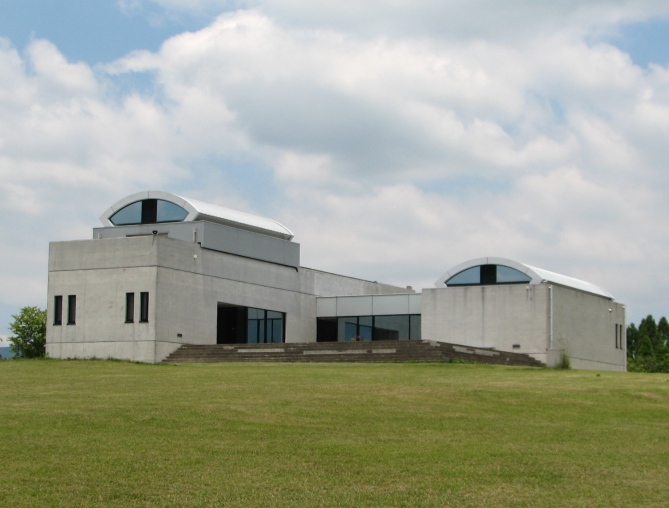
清和高原天文台

清和高原天文台（せいわこうげんてんもんだい）は、熊本県上益城郡山都町にある、50cmの反射望遠鏡を保有する公開天文台である。1993年4月に開館。井無田高原の標高700mに位置する。敷地内にロッジがあり泊りがけの観測に利用できる。

## 施設・機器
- 観測室 スライディングルーフ式
- ニュートン式反射望遠鏡（口径50cm）苗村鏡
- Nikon12cm大型双眼鏡

## 利用案内
- 開館時間 - 14:00-22:00
- 天体観測会 - 18:30-22:00 ※季節、天候等により開始及び終了時間は変更になります。
- 宿泊施設　- 敷地内には10棟のロッジがあり、宿泊しながら星空観察ができます。詳細はお問い合せ下さい。
- 休館日 - 火曜日　※天候不良の日は臨時休館又は早めの閉館になります。

## 所在地
- 〒861-3832 熊本県上益城郡山都町井無田1238-14

## 周辺施設
- 井無田高原キャンプ場
- 道の駅清和文楽邑